# Școala austriacă de economie
Școala austriacă de economie este un curent economic care susține un punct de vedere praxeologic, investigând acțiunea umană pentru a analiza economia . Economiștii austrieci argumentează că doar piața liberă, spre deosebire de economia socialistă, poate ajuta omenirea în lupta cu sărăcia; capitalismul și socialismul fiind singurele sisteme sociale, alegerea între ele este de făcut ținând seama de acest aspect  .

## Istoric
Școala austriacă de economie a apărut în 1871, odată cu publicarea lucrării Grundsätze der Volkwirtschaftslehre (Principiile economiei Arhivat în 28 octombrie 2010, la Wayback Machine.) de către Carl Menger. Menger, plecând de la premisa că preferințele individuale sunt factorul decisiv în comportamentul economic al oamenilor, dezvoltă teoriile subiectivismului și marginalismului.
Lui Menger i se alătură alți economiști austrieci care sprijină liberalismul și susțin o politică de neintervenție a statului în economie: Friedrich von Wieser și Eugen von Böhm-Bawerk. Ei se opun Școlii germane de economie și abordării economiei dintr-un punct de vedere istoric, conform căruia nu ar exista teoreme economice, universal valabile. Conflictul dintre aceste două școli este cunoscut sub numele de Methodenstreit, disputa metodelor. Mises consideră că "miza disputei era, în esență, posibilitatea unei științe, diferite de istorie, consacrate cercetării aspectelor acțiunii umane."
Boehm-Bawerk a combătut teoria marxistă a exploatării capitalului. Disputa cu socialismul este contiuată de alți economiști austrieci. Ludwig von Mises oferă în Human Action (1966) o prima teorie sistematică și completă asupra felului în care sunt determinate prețurile de către piață. Posibilitatea calculului economic, care garantează progresul economic, se bazează pe proprietate privată. Cum în socialism proprietatea privată nu există, decurge că în socialism dezvoltarea economică nu poate avea loc..
Un alt argument împotriva economiei socialiste este oferit de Friedrich Hayek în lucrarea The Use of Knowledge in Society (1945): economia socialistă este un sistem care bazat pe planificare centralizată; cunoașterea care permite realizarea oricărui calcul economic este dispersată la nivelul întregii societăți, astfel încât ea nu este niciodată disponibilă într-o cantitate satisfăcătoare planificatorului .
Murray Rothbard a fost un discipolul lui Mises care a propagat ideile școlii austriece in cea de a doua jumătate a secolului XX. Precum Ludwig von Mises, el este un teoretician al libertarianismului pe care l-a dezvoltat o data cu școala austriacă de economie.

## Economiști afiliați Școlii austriece
- Carl Menger
- Eugen von Böhm-Bawerk
- Friedrich von Wieser
- Ludwig von Mises
- Friedrich Hayek
- Israel Kirzner
- Murray Rothbard